# Gregory Polan
Gregory Polan, O.S.B (Berwyn, 2 de janeiro de 1950) é monge beneditino norte-americano, presbítero, abade, estudioso das escrituras, músico e autor. Ele é membro da Abadia da Conceição localizada em Conception, Missouri, que faz parte da Congregação Suíço-Americana e da Confederação Beneditina. Anteriormente, foi eleito e serviu como o nono abade da Abadia da Conceição. Atualmente é o décimo abade primaz da Ordem de São Bento, residindo em Sant'Anselmo all'Aventino, em Roma.

## Biografia

### Juventude
John Polan (conhecido por sua família como "Jack") nasceu em 2 de janeiro de 1950 em Berwyn, Illinois, EUA, filho de Edward e Martha Rita (nascida Kasperski) Polan; tem dois irmãos. Começou a frequentar a escola primária Saint Mary em Riverside, Illinois, e depois seminário menor do Seminário Propedêutico Arcebispo Quigley na Arquidiocese de Chicago. Polan fez uma visita à Abadia da Conceição, no Missouri, para explorar um chamado ao modo de vida monástico beneditino.

### Vida monástica
Polan entrou no noviciado da Abadia da Conceição em 1970 e fez a profissão religiosa como monge em 28 de agosto de 1971, recebendo o nome de “Gregório”. Ele continuou seus estudos em Filosofia e Teologia e completou seu mestrado em Teologia em 1975 na Escola de Teologia Saint John. Foi ordenado sacerdote em 26 de maio de 1977. Depois de retornar à sua abadia original para um período breve de trabalho pastoral e ensino, ele foi então enviado para a Universidade Saint Paul em Ottawa, Canadá, para completar estudos adicionais em exegese bíblica. Em 1984, recebeu seu Ph.D. em Sagrada Escritura com a sua dissertação intitulada “Nos caminhos da justiça para a salvação: uma análise retórica de Isaías 56-59 ”. 
Ao retornar para Conception, começou a lecionar no seminário da Abadia (Escrituras, Hebraico, Grego, Liturgia, Música) e serviu por dez anos como presidente-reitor. Em 6 de novembro de 1996, foi eleito o nono abade da Abadia da Conceição. Durante seu tempo como abade ele continuou a trabalhar no ensino, oferecendo retiros, auxiliando nas traduções da Nova Bíblia Americana e servindo como consultor para a Conferência dos Bispos Católicos dos Estados Unidos.
Polan chamou a atenção do público em 11 de junho de 2002, quando teve que servir como porta-voz de sua abadia após uma tragédia. Um homem armado carregando um rifle de assalto entrou no mosteiro, matando dois monges e ferindo outros dois. O atirador posteriormente se matou no confronto com a polícia; o motivo das ações do assassino nunca foi esclarecido.
Polan é tradutor de textos litúrgicos. Um projeto para revisar a tradução dos Salmos do Graal começou em 1998 e recebeu aprovação final do Vaticano em 2018. Também esteve envolvido com a revisão da Liturgia das Horas, do Lecionário, da Nova Bíblia Americana e do Missal Romano. 
Em 16 de setembro de 2016, Polan foi eleito abade primaz da Ordem de São Bento e da Confederação Beneditina. O cargo de abade primaz foi criado pelo Papa Leão XIII em 1893 para servir a comunidade monástica beneditina como seu elo de ligação com o Vaticano e as autoridades civis, para promover a unidade entre os vários mosteiros e congregações beneditinas autônomas e para representar os beneditinos em reuniões religiosas ao redor do globo. Ele atua como abade da Abadia Primacial de Sant'Anselmo, grão-chanceler da Pontifícia Universidade de Santo Anselmo, e supervisiona o Colégio de Sant'Anselmo na nomeação de seu prior e reitor. Polan é o décimo Abade Primaz e o quarto americano a ser eleito.